# Бонго Ондимба, Эль Хадж Омар
Эль-Хадж Ома́р Бо́нго Онди́мба (фр. El Hadj Omar Bongo Ondimba; имя при рождении — Альбе́р Берна́р Бо́нго) (30 декабря 1935 — 8 июня 2009) — габонский государственный деятель, президент Республики Габон в 1967—2009 годах.

## Биография
Родился в Восточном Габоне, около границы с Республикой Конго, в семье вождя племени батеке. Был самым младшим в семье из двенадцати детей. Его отец умер когда ему было семь лет, а мать — когда 12.
Окончив среднюю школу в Браззавиле, с 17 лет работал там же в национальной Службе почтовой и телекоммуникационной связи, но вскоре решил начать карьеру военного. Благодаря невысокому росту и крепкому здоровью был отправлен военной комиссией на обучение в лётную школу. После её окончания два года (1958—1960) прослужил в ВВС Габона, дослужившись до лейтенанта. Служил в Браззавиле (Республика Конго), Банги (ЦАР и Форт-Лами (Чад), дослужился до чина капитана.
В 1960 году вернулся в Габон и работал в министерстве иностранных дел. Тогда же, после получения независимости страны от Франции, началась его политическая карьера. Во время первых парламентских выборов в независимом Габоне стал помощником в избирательной кампании своего приятеля М.Сандунгу, который был близким человеком первого президента Габона Леона Мба. В результате после выборов М.Сандунгу был назначен министром здравоохранения, а Бонго получил место в МИДе.
В марте 1962 года он стал заместителем главы администрации президента, а в октябре — главой администрации. С 1963 года также министр информации, с 1964 — также министр обороны. В 1964 году произошёл первый военный переворот в стране, Президент Леон Мба был арестован и вывезен в другой город, а Бонго стал заложником на военной базе в столице Габона Либревиле. Прежняя власть была восстановлена через 2 дня при помощи французских десантников.
В 1966 году стал сначала вице-премьером, 12 ноября — вице-президентом Габона. Занял президентский пост после смерти Леона Мба 28 ноября 1967 года.
Принял ислам во время своего визита в Ливию в 1973 году и сменил своё имя на Омар. В 2003 году к имени добавил фамилию Ондимба.
Параллельно занимал посты премьер-министра (1967—1975), министра обороны (1967—1981), информации (1967—1980), образования, внутренних дел (1967—1970), планирования и развития (1967—1977) и главы правящей Габонской демократической партии.
В начале 1990-х под большим внутренним и внешним давлением (в страну были посланы французские войска с целью поддержки власти) положил конец однопартийной системе и позволил провести многопартийные и альтернативные президентские выборы.
Президентские выборы проводились в 1973 (получил 99,56 % голосов), 1979 (99,96 %), 1986 (99,97 %), 1993 (51,2 %), 1998 (66,88 %) и 2005 (79,18 %) голосов. Однако, начиная с 1993 года оппозиция не признавала результатов выборов, обвиняя власть в фальсификациях и махинациях. Чтобы сгладить конфронтацию, ряд представителей оппозиции, начиная с 1996 года, включался в состав правительства.

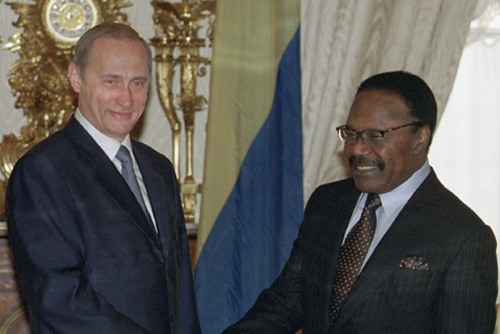
Омар Бонго и Владимир Путин, 2001 год

В 2003 году была изменена конституция. Изменения позволяли избираться президентом неограниченное число раз и на 7 лет вместо 5 и выборы ограничивались одним туром. Критики обвинили Бонго в том, что он хочет установить пожизненную диктатуру.
В 2006 году 71-летний президент Габона заявлял, что собирается переизбираться очередной раз на этот пост в 2012 году.
У меня нет очевидного преемника. Кто говорит, что смена власти возможна только путём переворота? Я буду баллотироваться в 2012 году, если Бог даст мне силы.
Во внешней политике ориентировался на Францию (обладая пятыми в мире запасами урана, Габон поставляет его исключительно для военных и гражданских нужд Франции).
"Габон без Франции — как автомобиль без водителя. Франция без Габона — как автомобиль без топлива..."
Также был союзником Марокко и близким другом короля Хасана II. 

В качестве посредника принимал участие в урегулировании кризисов в ЦАР, Республике Конго, Бурунди, Демократической Республике Конго, ливийско-чадского вооружённого конфликта, конфликта Чада и Судана.
За время его правления подушевой ВВП в стране вырос в 15 раз — до 14 тысяч долларов США в год.
Многократно обвинялся в коррупции. В 1999 году комиссия подкомитета сената США оценивала его вклады только в Citibank в 130 млн долларов. Британская The Sunday Times в июне 2008 года посвятила целую статью описанию примеров шикарного образа жизни и многомиллионных трат Бонго и членов его семьи. Часто решал проблемы с оппозицией и СМИ путём прямого подкупа.
В конце жизни столкнулся с коррупционным расследованием, инициированным французскими властями против него, президента Конго Сассу-Нгессо и президента Экваториальной Гвинеи Теодоро Обианга Нгемы, но умер до окончания расследования (впоследствии обвинение так и не было никому предъявлено). Помещение Бонго в испанскую, а не французскую клиники в 2009 году связывают с тем, что во Франции он опасался возможного ареста.
Бессменно правил Габоном более сорока одного года.

## Смерть
Скончался, по разным данным, от рака (медицинские круги и представители Франции) или инфаркта (официальное сообщение) в Барселоне, Испания 8 июня 2009 года. Бонго был похоронен в частном порядке в своей родной деревне 18 июня.
Роза Франсина Рогомбе исполняла обязанности президента Габона после смерти Омара Бонго. С 16 октября 2009 по 30 августа 2023 года страну возглавлял его сын, Али Бонго Ондимба.

## Семья
Первая жена — Луиза Муяби Мукала, дочь бывшего шофёра генерала де Голля. Их дочь от этого брака, Паскалин (1956 г.р.), была министром иностранных дел (1991—1994), потом главой его секретариата, а её муж, зять Бонго, министром финансов (1990—1994), министром шахт, энергетики и нефти (1994—2002), госминистром экономики и финансов (2002—2008), госминистром иностранных дел (2008—2012).
Вторая жена — Мари-Жозефина Нкама (Жозефина Бонго), известная африканская поп-певица, выступает под псевдонимом Пасьянс Дабани. О.Бонго развёлся с ней в 1986 году. В браке с ней родились преемник О.Бонго Али (министр иностранных дел в 1989—1991 и министр обороны в 1999—2009) и дочь Альбертин-Амисса (1964—1993).
Третья жена — Эдит-Люси (1990—2009), врач, доктор-педиатр, известный борец со СПИДом, старшая дочь конголезского президента Сассу-Нгессо. Умерла 14 марта 2009 года в Рабате (Марокко) в возрасте 45 лет по неустановленной причине. От этого брака двое детей, Омар Дени и Ясин Квини.

## Дополнительная информация
Став главой страны менее чем в 32 года, являлся на тот момент самым молодым президентом в мире. Является одним из рекордсменов (не-монархов) по длительности пребывания у власти в мире.
Написал знаменитую в Африке книгу «Белый как негр», на основе которой вывел национальную идею, призванную сплотить габонцев (в стране проживает 42 племени). Основное «доказательство»: «цивилизация банту» вышла из Древнего Египта. А потому габонцы — такие же белые, только ставшие чёрными по цвету кожи из-за изменившихся природных условий после их ухода из Древнего Египта.
Был также рекордсменом среди иностранцев по количеству недвижимости, приобретенной во Франции. В ходе расследования, проведённого бригадой финансовой полиции Франции выяснилось, что ему и его родственникам принадлежало 33 единицы недвижимости в Париже и на Лазурном Берегу, включая особняк на Елисейский Полях стоимостью 18 миллионов евро.
В 1974 году основал Радио Африка 1 — крупнейшую радиостанцию в Западной Африке.

## Память
В честь Омара Бонго назван самый большой стадион Габона, университет, аэропорт, несколько госпиталей и гимназий, а город Леваи переименован в Бонговилль.